# 8356 Wadhwa
8356 Wadhwa eller 1989 RO2 är en asteroid i huvudbältet som upptäcktes den 3 september 1989 av det amerikanska astronom paret Eugene M. och Carolyn S. Shoemaker vid Palomar-observatoriet. Den är uppkallad efter Meenakshi Wadhwa.
Asteroiden har en diameter på ungefär 7 kilometer.